# Blacus longicaudatus
Blacus longicaudatus är en stekelart som beskrevs av Vladimir Ivanovich Tobias 1976. Blacus longicaudatus ingår i släktet Blacus och familjen bracksteklar. Inga underarter finns listade.